# Zhejiangosaurus
Zhejiangosaurus lishuiensis
Genre
Espèce
Zhejiangosaurus (signifiant « lézard de Zhejiang ») est un genre éteint de dinosaures ornithischiens herbivores, un ankylosaurien de la famille des nodosauridés ayant vécu au Cénomanien (Crétacé supérieur) dans la formation géologique de Chaochuan dans la province côtière chinoise de Zhejiang (qui a donné son nom au genre), au sud de Shanghai.

## Découverte
Il est fondé sur le spécimen ZNHM M8718, un squelette post-crânien  incomplet comprenant des os pelviens, deux membres postérieurs, huit vertèbres pelviennes, quatorze vertèbres caudales, et des os non-identifiés. La seule espèce connue (et espèce type), Zhejiangosaurus lishuiensis, a été décrite par le paléontologue chinois Lü Junchang et ses collègues en 2007.

## Classification
L'analyse phylogénétique conduite en 2011 par Richard S. Thompson, Jolyon C. Parish, Susannah C. R. Maidment et Paul M. Barrett sur les nodosauridés place Zhejiangosaurus en position basale au sein de cette famille, en groupe frère avec le genre Struthiosaurus.
Cependant en 2015, Victoria R. Arbour et ses collègues ne lui trouvent pas de caractères diagnostiques suffisants et le considèrent comme un nomen dubium. En 2013, J. I. Kirkland et ses collègues ne l'avait pas placé au sein de la sous-famille des Struthiosaurinae, à la différence du genre Struthiosaurus, pourtant réputé très proche de Zhejiangosaurus.